# Hyatt Center
Das Hyatt Center ist ein 207 Meter hohes Bürogebäude in Chicago. Die Adresse lautet 71 South Wacker Drive (Chicago Loop). Die Bauarbeiten an dem Wolkenkratzer begannen im Jahr 2002 und wurden drei Jahre später, 2005, beendet. Die Nutzfläche des 48 Stockwerke umfassenden Gebäudes beträgt rund 157.000 Quadratmeter. Unterirdisch befinden sich zwei weitere Etagen, die vorwiegend für technische Einrichtungen genutzt werden. Im Inneren befinden sich 34 Aufzüge.